# Ordinario (liturgia)
L'ordinario (latino ordinarium) è l'insieme delle parti della messa (Ordinarium missae) o delle ore canoniche (Ordinarium officii), secondo il rito romano della Chiesa cattolica, il cui testo rimane immutato nei periodi dell'anno liturgico o nella commemorazione di un santo o di un evento significativo. 

## Parti dell'ordinario nella Messa
Il termine si usa in contrapposizione a proprio che è l'insieme delle parti della liturgia il cui testo varia in base alla data o all'occasione liturgica.
| Ordinario                   | Proprio                                     |
| --------------------------- | ------------------------------------------- |
| Asperges me / Vidi aquam    |                                             |
|                             | Introito                                    |
| Kyrie                       |                                             |
| Gloria                      |                                             |
|                             | Graduale con Versetto alleluiatico o Tratto |
|                             | Sequenza                                    |
| Credo                       |                                             |
|                             | Offertorio                                  |
| Sanctus                     |                                             |
| Agnus Dei                   |                                             |
|                             | Communio                                    |
| Ite missa est o Benedicamus |                                             |

Le parti dell'ordinario sono dette anche parti fisse, proprio perché non dipendono dal giorno o dalla festa. 

Il credo è un’aggiunta abbastanza “recente”, poiché costituisce un recitativo corale, assieme al Pater noster. Non è un caso: il Credo e il Pater nostro vengono definite dalla Chiesa le “consegne del Battesimo”. Da questo è preferibile non inserire il Credo come canto dell’ordinario per due ragioni: assieme al Pater noster, questi due recitativi:
- siano cantati da tutti
- siano conosciuti in lingua latina, proprio per favorire la comunione in caso di celebrazioni polilinguistiche.

Il libro che raccoglie l'insieme dei canti dell'ordinario è detto Kyriale dal nome del primo canto.
Nel repertorio del canto gregoriano questi canti sono stati raggruppati in modo da formare delle "messe", cioè collezioni che comprendono un Kyrie, un Gloria, un Sanctus e un Agnus Dei. Queste presentazioni però non devono trarre in inganno: questo lavoro frutto della restaurazione gregoriana del XIX secolo non riflette una verità storica. In effetti il Kyriale costituisce un repertorio composito di origine regionale.
Negli altri riti liturgici della Chiesa cattolica, tuttavia, vi sono degli ordinari della messa differenti: per esempio nel rito ambrosiano l'Agnus Dei non è mai presente (salvo che nelle esequie).

### Messe gregoriane
- Missa I Lux et origo
- Missa II Kyrie fons bonitatis
- Missa III Kyrie Deus sempiterne
- Missa IV Cunctipotens Genitor Deus
- Missa V Kyrie magnae Deus potentiae
- Missa VI Kyrie Rex Genitor
- Missa VII Kyrie Rex splendens
- Missa VIII De Angelis
- Missa IX Cum jubilo
- Missa X Alme Pater
- Missa XI Orbis factor
- Missa XII Pater cuncta
- Missa XIII Stelliferi Conditor orbis
- Missa XIV Jesu Redemptor
- Missa XV Dominator Deus
- Missa XVI
- Missa XVII
- Missa XVIII Deus Genitor alme[2]